# Billy Powell
William Norris "Billy" Powell (Corpus Christi, 3 de junho de 1952 - Orange Park, 28 de janeiro de 2009) foi um tecladista estadunidense, integrante da banda de southern rock Lynyrd Skynyrd.

## Biografia
Começou como roadie da banda em 1970, até que em 1972, durante o aquecimento de um show do Lynyrd em Jacksonville, tocou uma versão de "Free Bird" no teclado. O vocalista Ronnie Van Zant ficou tão impressionado que imediatamente o convidou para ser o tecladista oficial do grupo.
Sobreviveu ao desastre aéreo que abateu a banda em 1977, sofrendo apenas ferimentos no rosto. Entre essa época e 1987, entrou para uma banda cristã chamada Vision.
Voltou ao Lynyrd em 1987 para uma turnê-tributo, permanecendo com a banda até sua morte, de ataque cardíaco, em 28 de janeiro de 2009, em Orange Park, Flórida.